# Kärlek och journalistik
Kärlek och journalistik ("Amore e giornalismo") è un mediometraggio del 1916, diretto da Mauritz Stiller. 

## Trama
Il noto esploratore Eric Bloomé fa ritorno dalla sua spedizione polare, e non vuole avere a che fare con la stampa. Alla stazione dei treni riesce, con uno stratagemma, a sfuggire ai numerosi giornalisti che affollano la banchina, ma una di essi rintraccia l'abitazione che egli condivide con la madre e vi penetra, per essere cacciata in malo modo dall'energica governante Stine.
Ad una giornalista della medesima testata, Hertha Weye - che dopo il fallimento della collega viene incaricata dello scoop – le cose vanno meglio. Risponde ad un annuncio lavorativo dei Bloomé, che cercano una nuova collaboratrice familiare, da affiancare a Stine, che non ce la fa più a badare alla casa, ora che Eric l'ha stipata di tutti i reperti e i materiali prelevati al polo Sud. Ma i Bloomé cercano una ragazza di 15/16 anni: Hertha quindi ricorre alla propria sorella minore, dalla quale prende in prestito vestiti più sbarazzini per sembrare dell'età voluta. Si presenta dai Bloomé – introdotta presso la madre e Stine proprio da Eric che la incontra lungo le scale - e racconta loro, per impietosirli e superare la concorrenza delle altre candidate, di provenire da una famiglia numerosa ed indigente, con la madre dedita all'alcool, e di frequentare la scuola serale, ragion per cui potrà essere presente solo le mattine. Viene assunta.
Hertha comincia a raccogliere materiale per il proprio articolo sulla spedizione antartica, e, mentre si aggira per la casa spolverando, viene notata da Eric, singolarmente attratto dalla falsa adolescente. Quando l'uomo la coglie mentre mette il naso fra i suoi taccuini di viaggio non ne rimane più di tanto contrariato, anzi coglie l'occasione per approfondire il flirt con la donna. Ma un giorno Stine la sorprende mentre sta cercando di impadronirsi di alcune fotografie – da passare al giornale - scattate da Eric in Antartide, e la caccia seduta stante, senza consultare Eric o la madre.
Eric cerca allora di rintracciarla, e naturalmente non la trova al falso indirizzo del quartiere povero che Hertha gli aveva lasciato, né si sa di lei alcunché alla scuola serale. Un giorno Eric la scorge al tavolo di un ristorante, mentre, durante il pranzo, in abiti più consoni alla sua età, sta scribacchiando qualcosa sul blocco degli appunti. Un amico gli rivela trattarsi di una delle giovani giornaliste più valenti del momento.
Eric non le si palesa in quest'occasione, ma la rintraccia, più avanti, a casa di lei, dove Hertha, nonostante le insistenti richieste del caporedattore, aveva appena stracciato i fogli sui quali aveva scritto il proprio articolo, ritenendolo giustamente frutto di un comportamento contrario all'etica professionale. Eric non può che redarguirla, ma nello stesso tempo la bacia, incontrando sorpresa ma non opposizione da parte di lei.
Grande invece è la costernazione di Stine quando Eric porta a casa propria Hertha, e la presenta (di nuovo) alla madre, questa volta, verosimilmente, come sua possibilie futura sposa.

## Produzione
Le riprese sono state effettuate dall'1 al 26 aprile 1916: quelle in studio sono state girate nel teatro di posa della Svenska Biografteatern a Lidingö; gli esterni sono stati realizzati, sotto la direzione della fotografia di Gustaf Boge, a Stoccolma (presso la Stazione Est, in Birger Jarlsgatan e in Johannesgatan), e alla scuola Hersby di Lidingö.
Kärlek och journalistik è il primo dei film del regista Mauritz Stiller che ci sia pervenuto nella sua interezza.
Harriet Bloch è considerata la prima sceneggiatrice professionista danese, ed una di quelle di maggior successo ad oggi. Ha fornito materiale per l'industria cinematografica del proprio paese (in particolare per i film di Valdemar Psilander), ma anche svedese (e Kärlek och journalistik ne è un esempio iconico)  e tedesca (ad esempio per Il cammino della notte di Friedrich Wilhelm Murnau).
Kärlek och journalistik è il primo film di un certo consistente metraggio realizzato dal direttore della fotografia Gustaf Boge, che in precedenza, come assistente alla fotografia, si era occupato prevalentemente di cortometraggi, e che terminerà la propria carriera dedicandosi principalmente ai cinegiornali.
Le pellicole di Kärlek och journalistik pervenuteci, in 26 esemplari, constano ognuna di tre bobine, con una lunghezza massima complessiva, per ciascun insieme di tre, di 849 metri. La maggior parte delle copie della pellicola sono conservate presso gli archivi dello Svenska Filminstitutet, che dispone anche di materiale cartaceo originario riguardante la sceneggiatura.

## Distribuzione
Superato il visto della censura il 3 luglio 1916 (giudicato senza limitazione di età) il film è uscito sugli schermi cinematografici svedesi, simultaneamente a Stoccolma e a Malmö, il 14 agosto 1916. L'uscita danese è avvenuta il 16 ottobre 1916 a Copenaghen (con il titolo Kærlighed og journalistik), quella norvegese il 20 ottobre dello stesso anno a Kristiania. Il film venne successivamente distribuito in diversi paesi europei e centro- e sudamericani.
È reperibile un'edizione in DVD del film: "Love and Journalism (1916) Mauritz Stiller", con sottotitoli inglesi.